# Uropelia campestris
La columbina colilarga o tortolita vaquera (Uropelia campestris), es una especie de ave columbiforme de la familia Columbidae. Es la única especie dentro del género Uropelia. Es nativa del centro oriental de Sudamérica
Es endémica de la ecorregión del Cerrado en el centro y noreste de Brasil y la vecina Bolivia. Su hábitat natural consiste en Sabanas secas y pastizales estacionalmente húmedos o inundados.

## Subespecies
Tiene dos subespecies reconocidas:
- Uropelia campestris campestris
- Uropelia campestris figginsi